# Baren, Haute-Garonne
Baren är en kommun i departementet Haute-Garonne i regionen Occitanien i södra Frankrike. Kommunen ligger i kantonen Saint-Béat som tillhör arrondissementet Saint-Gaudens. År 2022 hade Baren 11 invånare.

## Befolkningsutveckling
Antalet invånare i kommunen Baren
Referens:INSEE